# Barão de Wildick
Barão de Wildick, é um título nobiliárquico criado por D. Luís I de Portugal, por Decreto de 29 de Maio de 1873, em favor de Pedro Afonso André de Figueiredo, depois 1.º Visconde de Wildick.
Titulares
1. Pedro Afonso André de Figueiredo, 1.º Barão e 1.º Visconde de Wildick.